# Battaglia di Tolvajärvi
La battaglia di Tolvajärvi (in finlandese Tolvajärven taistelu; in russo Битва при Толваярви) fu combattuta il 12 dicembre 1939 durante la guerra d'inverno, nei pressi del villaggio di Tolvajärvi, tra l'Esercito finlandese e l'Armata Rossa. La 139ª Divisione fanteria sovietica attaccò in forze il corso del fiume Aittajoki e respinse i finnici fin oltre il lago, alle porte del paese di Tolvajärvi; i difensori furono però capaci di riorganizzarsi rapidamente e di sferrare alcuni attacchi ben concertati contro i reggimenti sovietici, colti alla sprovvista e in una precaria situazione logistica: alla fine furono battuti e costretti a ripiegare al fiume, subendo importanti perdite umane e di materiali.

## Contesto strategico
La Germania e l'Unione Sovietica, il 23 agosto 1939, avevano stipulato il patto Molotov-Ribbentrop, che includeva una clausola segreta sulla "spartizione" dell'Europa centro-orientale in zone d'influenza: la Finlandia ricadde nell'orbita sovietica, così come la parte orientale della Polonia, invasa e annessa nel settembre-ottobre 1939. Tuttavia Mosca era sospettosa nei confronti della dirigenza nazista, che si credeva avrebbe prima o poi sferrato un attacco all'URSS, sebbene per allora la Germania avesse rischierato le proprie armate sul fronte occidentale; perciò Iosif Stalin diede inizio a una serie di trattative con la Finlandia, indipendente dall'Impero russo dal 1917.. L'idea del dittatore era effettuare uno scambio di territori per bloccare l'accesso al golfo di Finlandia e impedire che il paese finnico potesse divenire una piattaforma d'attacco verso Leningrado.
Le trattative tra i due paesi, fino a quel momento vincolate da un trattato territoriale (1920) e da un patto di non aggressione (1932), iniziarono il 12 ottobre, due giorni dopo l'invio di presidi dell'Armata Rossa in Estonia, Lettonia e Lituania e con l'arrivo a Mosca del plenipotenziario finlandese Juho Kusti Paasikivi: egli si trovò di fronte a una serie di richieste che presentavano un "carattere ultimativo". L'Unione Sovietica proponeva la cessione di 5529 km² nei distretti settentrionali di Repola e Porajärvi contro l'acquisizione di 2761 km², ottenuti dall'arretramento dei confini della Finlandia nell'istmo di Carelia e dalla cessione di isole e distretti (Suursaari, Koivisto, parte occidentale della penisola di Rybačij), nonché dall'affitto trentennale del porto di Hanko e la sua militarizzazione; Stalin, infine, richiese il diritto di ancoraggio per le navi sovietiche nella baia di Lappohja e lo smantellamento della linea Mannerheim in Carelia.

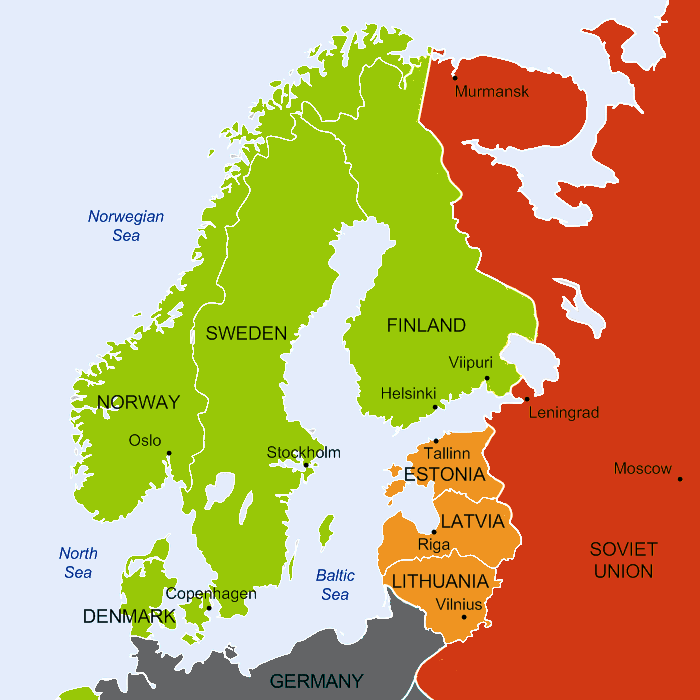
I confini finno-sovietici nel novembre 1939

Le trattative durarono esattamente un mese e il 3 novembre, dopo una discussione durata tre ore, la delegazione finlandese respinse definitivamente le condizioni sovietiche; il commissario del popolo per gli affari esteri Vjačeslav Michajlovič Molotov chiuse l'incontro, evocando la soluzione militare e la rottura definitiva dei rapporti diplomatici. I negoziati proseguirono ma il 13 novembre il ministro degli esteri Eljas Erkko ebbe a dichiarare che non ci sarebbe stata alcuna soluzione pacifica se i sovietici non avessero ceduto su qualche punto. Il giorno stesso le relazioni diplomatiche furono interrotte e la Finlandia iniziò la mobilitazione delle sue forze armate. Alle ore 15:45 del 26 novembre sette colpi di cannone, provenienti dal villaggio di Mainila, uccisero alcuni soldati sovietici; la reazione di Mosca fu immediata, con l'invio a Juho Kusti Paasikivi di una nota di protesta, la richiesta di arretramento delle truppe finlandesi sulla frontiera di 25 chilometri e la denuncia del patto di non aggressione del 1932. Helsinki replicò che le cannonate erano di origine sovietica e che la Finlandia era disponibile ad arretrare le sue truppe nella misura richiesta, a condizione che Mosca facesse altrettanto; la proposta finlandese fu respinta e il 29 novembre Mosca notificò la completa interruzione delle relazioni diplomatiche con la Finlandia. Il 30 l'Armata Rossa mosse in forze contro i confini finlandesi, dando avvio alla guerra d'inverno; l'Unione Sovietica, espulsa dalla Società delle Nazioni, s'aspettava una facile e rapida vittoria, ma al contrario cozzò contro l'inaspettata resistenza dell'esercito finlandese, il quale sfruttò a proprio vantaggio il rigido inverno e la conoscenza del territorio.

## Terreno
Il terreno sul quale si combatté la battaglia e in generale tutta la guerra d'inverno, unito al periodo dell'anno nel quale si svolsero le operazioni belliche, presentò notevoli problematiche dal punto di vista sia logistico che ambientale; la geografia della Finlandia, infatti, offre uno scenario assai favorevole alla difesa. A nord la tundra artica è totalmente priva di vegetazione e scarsamente collegata; il confine con l'Unione Sovietica, che costituiva un fronte lungo circa 1400 chilometri, a sud del circolo polare artico, era ricoperto da foreste, acquitrini, circa 73000 laghi, morene e torrenti che avrebbero ostacolato tanto una possibile rapida avanzata quanto i trasporti e i rifornimenti per le truppe, obbligando chi attaccava a percorrere le poche strade presenti, con il pericolo continuo di imboscate. Nella parte meridionale del paese infine, quella più popolosa e meglio collegata, la linea del fronte era presidiata dalle fortificazioni della linea Mannerheim.

## Svolgimento della battaglia

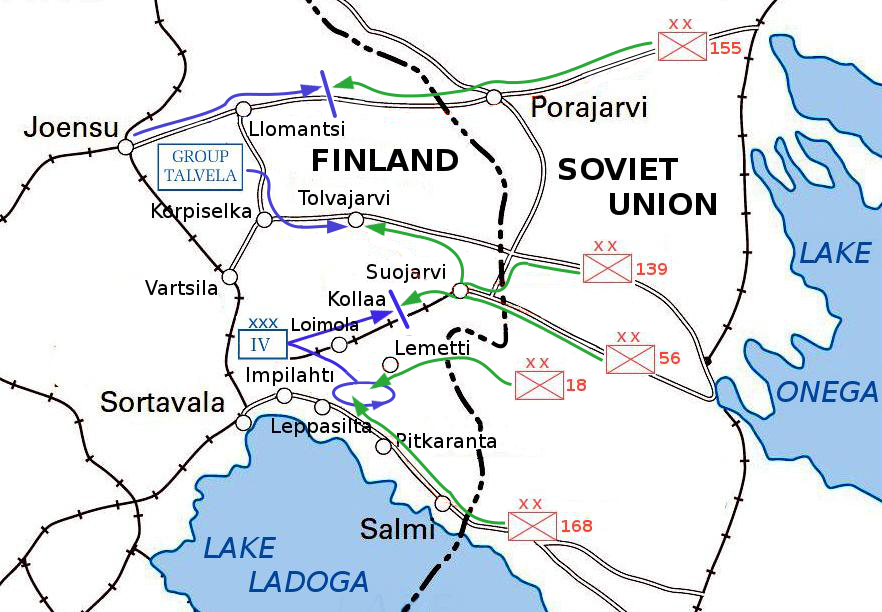
Offensiva sovietica a nord del lago Ladoga

L'8ª Armata sovietica, comandata dal generale Ivan Khabarov, schierata fra il lago Ladoga e la sponda occidentale del lago Onega, aveva il compito di marciare verso Sortavala e Joensuu per poi attaccare alle spalle le difese finniche sull'istmo di Carelia; in particolare, la 139ª Divisione condusse il proprio attacco lungo la direttrice Suojarvi-Tolvajärvi, mentre la 59ª Divisione lungo quella di Suojärvi-Loimola. Dopo aver occupato Suojarvi il 2 dicembre con un attacco congiunto, le due unità si separarono: la 56ª continuò ad avanzare lungo l'autostrada e la ferrovia che da Suojarvi conducevano a Joensuu, attraverso Loimola e Värtsilä, e la 139ª si diresse verso Tolvajärvi.
La perdita di Suojarvi e la possibilità che la 139ª Divisione sovietica si aprisse la strada verso Tolvajärvi e il centro della Finlandia determinò una situazione preoccupante per i finlandesi; in quel settore, a opporsi ai sovietici, c'era il gruppo Räsänen, forte di soli due battaglioni e una compagnia di fanteria, appoggiati da una batteria di artiglieria. Dopo i primi successi sovietici il gruppo fu rinforzato da altri due battaglioni di fanteria, ma tutti i tentativi di arrestare l'avanzata della 139ª Divisione fallirono. Il 5 dicembre, dopo aver sconfitto e costretto alla fuga le truppe finlandesi che si erano attestate in difesa sul fiume Aittajoki, le truppe sovietiche catturarono il villaggio di Ägläjärvi, circa 40 chilometri oltre la frontiera, distruggendo le difese finlandesi. A questo punto, mentre incominciavano già a pesare i problemi logistici dovuti alle cattive condizioni delle poche strade disponibili e dai ponti distrutti, le unità della 139ª Divisione si separarono: il 364º e il 609º Reggimento continuarono ad avanzare lungo l'unica strada che conduceva a Tolvajärvi, il 718º Reggimento fu incaricato dell'arduo compito di marciare per 20 chilometri attraverso la foresta innevata per raggiungere Honkavaara, sulla sponda settentrionale del lago Hirvasjärvi, e attaccare alle spalle le unità finlandesi che difendevano Tolvajärvi. Secondo i piani il 718º Reggimento avrebbe dovuto raggiungere la posizione assegnata entro due giorni; invece, a causa del terreno ostico, ne impiegò 5 e, perso ogni contatto radio con il comando della divisione, non poté coordinare la propria azione con quella degli altri reparti.
Il maresciallo Mannerheim decise di affidare al colonnello Paavo Talvela il compito di arrestare l'avanzata della 139ª Divisione. Talvela era un profondo conoscitore della regione, anche dal punto di vista militare, avendo partecipato ai raid condotti nella Carelia sovietica dalle forze armate finlandesi nel 1919 e nel 1920-21. Fu costituito il "Gruppo Talvela", che comprendeva il 16º Reggimento fanteria (tenente colonnello Aaro Pajari), il 9º Reggimento fanteria (maggiore Malkamäki), quattro battaglioni separati di fanteria e un battaglione di artiglieria.
Il 364º ed il 609º Reggimento sovietici, intanto, avevano proseguito la loro avanzata e il 7 dicembre avevano raggiunto la diga di Kivisalmi, dove i finlandesi si erano attestati a difesa; l'8, nonostante fossero a corto di rifornimenti e privi di artiglieria, attaccarono con l'intento di sbaragliare le difese finniche nel villaggio di Tolvajärvi e raggiungere Korpiselkä, da cui si diramavano le strade per Joensuu e per la stazione ferroviaria di Värtisilä. L'assalto in massa, condotto verso l'isola di Kotisaari sulla superficie ghiacciata del lago di Tolvajärvi e senza supporto di artiglieria, sorprese i difensori finlandesi, i quali, in preda al panico, scapparono verso il villaggio di Tolvajärvi. L'attacco permise alle truppe sovietiche di raggiungere la sponda orientale dei laghi Tolvajärvi e Hirvasjärvi di fronte al villaggio di Tolvajärvi, posto sulla sponda opposta del lago. Su una collina a metà strada tra i due laghi sorgeva un nuovissimo albergo, costruito appena prima dello scoppio della guerra, che fu trasformato in un piccolo fortino dai soldati sovietici e divenne la sede del comando del 609º Reggimento.
Il 718º Reggimento sovietico raggiunse Honkavaara nella tarda serata del 9 dicembre, dopo un'estenuante marcia di 5 giorni attraverso la foresta coperta di neve, e la sera seguente attaccò i reparti di sussistenza finlandesi che stazionavano sulla strada Korpiselkä-Tolvajärvi presso il lago di Varolampi. I finlandesi, colti completamente di sorpresa, si dileguarono lasciando nelle mani dei sovietici l'accampamento ma i soldati sovietici, dopo la lunga marcia compiuta trasportando a spalla l'equipaggiamento pesante, senza pasti caldi e dormendo all'addiaccio, erano stremati e quindi desistettero dall'inseguirli e si fermarono nell'accampamento finlandese per riposarsi e rifocillarsi. Questa sosta diede ai finlandesi la possibilità di riorganizzarsi e di contrattaccare, assalendo l'accampamento quella stessa notte; si verificarono nell'oscurità violenti corpo a corpo con i soldati sovietici, infine respinti sulla sponda settentrionale del lago Hirvasjärvi, lasciando libera la strada per Tolvajärvi.

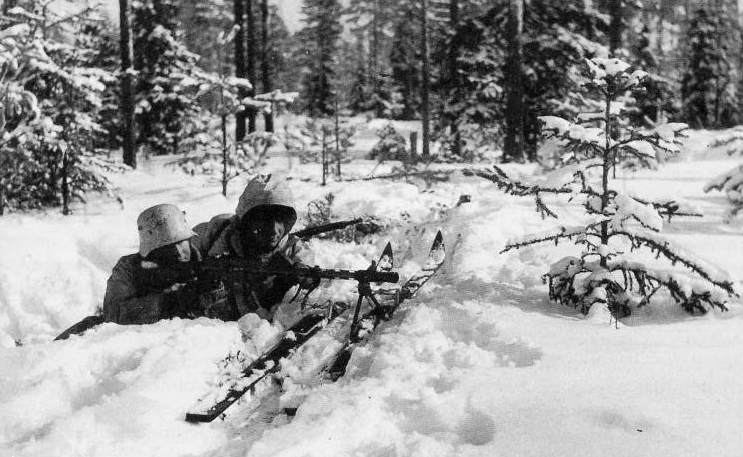
Due sciatori finlandesi appostati nella foresta, equipaggiati con una mitragliatrice leggera Lahti-Saloranta M/26

La sera dell'8 dicembre l'intero Gruppo Talvela giunse nell'area di Tolvajärvi e si raggruppò per attaccare e respingere la 139ª Divisione sovietica: la stessa sera fu lanciato un primo attacco da parte del 7º Battaglione fanteria in bicicletta, attraverso la superficie gelata del lago contro le posizioni sovietiche sull'isola di Kotisaari, che venne tuttavia respinto subendo gravi perdite. Durante la notte il tenente colonnello Pajari, al comando di una compagnia di fanteria, riuscì ad aggirare le posizioni nemiche sull'isola di Kotisaari, scavalcando gli avamposti sovietici senza essere notato e, penetrato in profondità nelle retrovie, riuscì a colpire le posizioni della 139ª Divisione a est della diga di Ristisalmi. Si trattò del primo successo di una manovra di aggiramento condotta dall'esercito finlandese dopo una settimana di continue ritirate villaggio dopo villaggio; sulla via del ritorno però, Pajari fu colto da un attacco cardiaco e dovette essere trasportato nelle retrovie finniche.
Talvela aveva a propria disposizione 7 battaglioni e 12 cannoni contro 11 battaglioni sovietici e, nominalmente, una novantina di cannoni. Tuttavia le unità sovietiche, a causa dei combattimenti e delle difficili condizioni ambientali, erano mal ridotte e buona parte dei cannoni durante l'avanzata era stata abbandonata lungo la strada a causa della scarsità di munizioni; i reparti corazzati, dotati principalmente di carri leggeri anfibi T-37A, vulnerabili anche al fuoco delle mitragliatrici, parteciparono raramente ai combattimenti e furono mantenuti nelle retrovie; il supporto aereo mancò del tutto. La sera del 10 dicembre il 364º Reggimento, aggirate le posizioni finniche, attaccò il villaggio di Tolvajärvi da sud e la battaglia si trasformò ben presto in uno scontro a fuoco fra gli opposti reparti di mitraglieri, finché i sovietici, rimasti senza munizioni, subirono il contrattacco dei finlandesi e furono costretti a ritirarsi verso l'isola di Kotisaari soffrendo pesanti perdite.

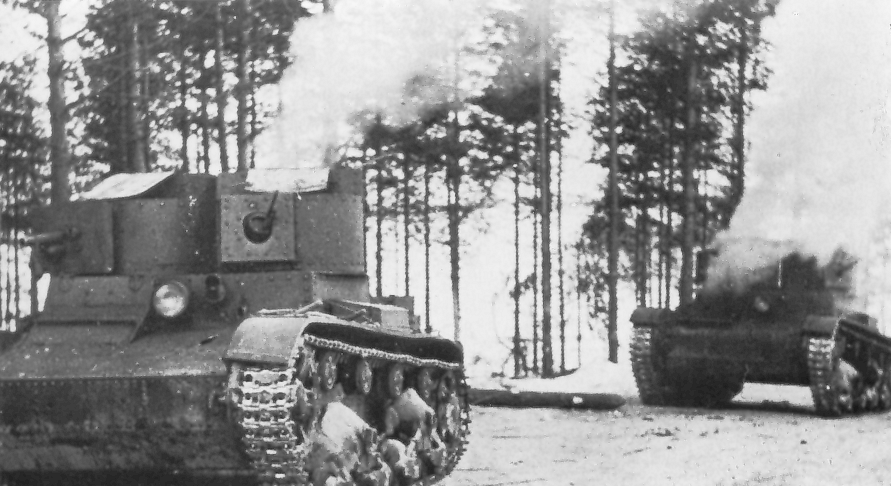
Carri armati leggeri sovietici T-26, appartenenti alle prime versioni con doppia torretta, in azione durante la battaglia

Alla sera dell'11 dicembre le truppe sovietiche erano così schierate: il 718º Reggimento era posizionato in difesa sulle riva settentrionale del lago Hirvasjärvi, con il proprio quartier generale collocato sulla riva orientale; il 609º Reggimento teneva il centro dello schieramento sovietico sulle colline fra i laghi Hirvasjärvi e Taivaljärvi e il suo quartier generale era basato nell'hotel; il 2º Battaglione del 364º Reggimento presidiava il fianco sinistro dello schieramento sovietico sull'isola Kotisaari, mentre il 3º Battaglione, che avrebbe dovuto raggiungere l'area tenuta dal 609°, si perse attraverso la foresta e non raggiunse mai la posizione assegnata. Il quartier generale sovietico era sulla strada a ovest della diga di Kivisalmi. Delle nove batterie del 354º Reggimento di artiglieria, solo quattro erano sufficientemente vicine al fronte (a Kivisalmi e presso l'hotel) in posizione tale da poter proteggere lo schieramento; l'osservazione, la ricognizione degli obiettivi e una linea di comunicazione telefonica erano completamente assenti, per cui l'artiglieria non era nelle condizioni di supportare adeguatamente la fanteria.
I finlandesi pianificarono di attaccare contemporaneamente tutti e tre i reggimenti sovietici: il gruppo del maggiore Malkamäki, comprendente il 1º Battaglione del 16º Reggimento e il 9º Battaglione distaccato, aveva il compito di attaccare il 718º Reggimento; il gruppo del maggiore Pajari, composto dal 2º e dal 3º Battaglione del 16º Reggimento, doveva attaccare il 609º Reggimento al centro; due compagnie del 112º Battaglione distaccato dovevano attaccare il 364º Reggimento sull'isola di Kotisaari; il 10º Battaglione distaccato, il 7º Battaglione in bicicletta e l'8ª Compagnia del 37º Reggimento erano tenute in riserva. Alle 10:00 del 12 dicembre i finlandesi diedero il via all'attacco. A nord il Gruppo Malkamäki, persosi nella foresta durante l'avanzata, mancò le posizioni del 719º Reggimento sovietico e ne attaccò e distrusse il quartier generale: il maggiore Malkamäki ritenne però di aver fallito la propria missione e ordinò alle sue truppe, mentre gli uomini del 719º Reggimento, perso il proprio comando, si ritirarono in disordine verso sud-est raggiungendo la diga di Kivisalmi.

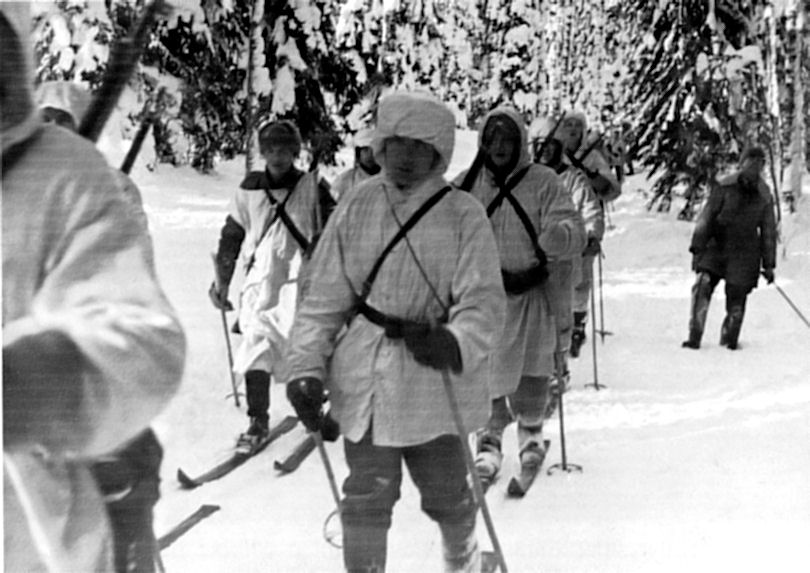
Soldati finlandesi durante la battaglia

Al centro, dopo una breve preparazione da parte dell'artiglieria, il 2º Battaglione del 16º Reggimento attaccò attraverso il lago ghiacciato su ambedue i lati della diga di Hevossalmi; nonostante il forte fuoco di sbarramento aperto dai sovietici e i molti morti e feriti lasciati sul ghiaccio del lago, i finlandesi, con un attacco condotto correndo a tutta velocità, riuscirono a raggiungere le linee sovietiche e a oltrepassarle, continuando ad avanzare oltre l'hotel, poi, tornati indietro, lo presero d'assalto e lo conquistarono; nel pomeriggio, ciò che restava del 609º Reggimento sovietico si ritirò verso est.
Le due compagnie del 112º Reggimento raggiunsero l'isola di Kotisaari da sud, senza incontrare eccessiva resistenza da parte degli uomini del 2º Battaglione del 364º Reggimento, e iniziarono ad avanzare verso nord; un contrattacco sovietico fu condotto da un gruppo di 40 guastatori guidati dal comandante del 364º Reggimento, maggiore Dryahlov, e dal commissario politico Samohvalov; i finlandesi tentarono di attaccare verso est per tagliare la via della ritirata ai sovietici, ma furono respinti dal fuoco dell'artiglieria piazzata a Kivisalmi. Dopo il successo contro il 609º Reggimento, il maggiore Pajari mandò due compagnie a rinforzare gli attaccanti sull'isola di Kotisaari e, alle ore 16:00, mentre già alcuni reparti cominciavano a sbandarsi, Dryahlov ordinò la ritirata generale dall'isola.
Durante la notte i sovietici si attestarono su posizioni difensive circa 8 chilometri a est del lago Tolvajärvi, su uno stretto istmo tra i laghi Kiukkajärvi e Ala-Tolvajärvi e sulla diga di Ristisalmi; fino a quel momento, le perdite subite durante la battaglia erano state di circa 1000 morti, feriti o dispersi. Preoccupato dalle condizioni della 139ª Divisione, il comando dell'8ª Armata inviò la 75ª Divisione di fanteria in suo soccorso, allo scopo di tenere Ristisalmi e riprendere l'offensiva; l'iniziativa si risolse in un disastro: la divisione fu inviata in battaglia senza adeguate preparazione, informazioni e ricognizione e il risultato fu la sconfitta delle due divisioni a Ristisalmi e la ritirata, dapprima verso il villaggio di Ägläjärvi e successivamente verso il fiume Aittajoki, luogo della prima vittoria della 139ª Divisione, dove il fronte si stabilizzò fino alla fine della guerra.

## Esito
La battaglia di Tolvajärvi, nei piani dello stato maggiore sovietico, avrebbe dovuto costituire in caso di successo un colpo risolutivo per la guerra contro la Finlandia; lo scopo dell'offensiva infatti era quello di tagliare la strada orientale del paese, isolando nel contempo da nord lo schieramento finlandese posto sull'istmo di Carelia, dividendo in questo modo le forze a difesa del paese e facilitandone la sconfitta. Il fallimento dell'offensiva e la pesante sconfitta subita dagli attaccanti, tuttavia, permisero alla Finlandia di continuare a resistere, fino a quando la sproporzione delle forze in campo e l'impossibilità di proseguire un conflitto dalla sorte segnata, indussero Helsinki a chiedere la resa che fu firmata esattamente tre mesi dopo, il 13 marzo 1940.